# Museu Satului de Bucarest
El Museu de l'Aldea Romanesa o Museu Satului (en romanès Muzeul Naţional al Satului "Dimitrie Gusti") és un museu etnogràfic a l'aire lliure que està situat al Parc Herăstrău de Bucarest a Romania. Aquest museu, que es va inaugurar l'any 1936, està especialitzat a mostrar les diferents formes i estils arquitectònics de la vida rural romanesa.
El museu s'estén per uns 100.000 m² i està format per unes 272 cases i edificacions rurals romaneses, totes elles autèntiques, ja que els creadors del museu, Dimitrie Gusti, Victor Ion Popa i Henri H. Stahl, es van dedicar a recórrer tota Romania comprant típiques cases i edificacions rurals, totes elles representatives de l'estil de vida rural de Romania, als seus propietaris per després desmuntar-les i tornar-les a construir dins del recinte del museu.